# Nadia Gamal
Nadia Gamal (en árabe: نادية جمال‎) fue una bailarina y actriz egipcia.

## Biografía
Nacida como Maria Carydias de padre griego y madre italiana en Alejandría, Egipto, Gamal comenzó a bailar como parte del acto de cabaré de su madre. Formada en piano y en varios tipos de danza como ballet y tap, inicialmente realizó bailes folclóricos europeos junto a su madre. Cuando tenía 14 años, la enfermedad de una de las bailarinas de la compañía de su madre le dio la oportunidad de bailar raqs sharqi en el Líbano, lo que su padre le había prohibido hacer debido a su juventud. Después su debut, se convirtió en una bailarina popular y protagonizó muchas películas egipcias.
Fue diagnosticada con cáncer de mama en 1990 y, mientras estaba en tratamiento en Beirut, contrajo neumonía y murió.

## Filmografía
- Prem Pujari (1970)[4]
- Bazi-e eshgh (1968)[4]
- Bazy-e-shance (1968)[4]
- Mawal al akdam al zahabiya (1966)[4]
- Twenty-Four Hours to Kill (1965)
- Garo (1965)
- Layali al chark (1965)
- Zenubba (1956)
- Mawwal